# Dark Horse Records
Dark Horse Records ist ein Schallplattenlabel, das 1974 vom ehemaligen Gitarristen der Beatles, George Harrison, gegründet wurde. Die Gründung erfolgte in einer Zeit, in der das Beatles-eigene Label Apple Records einen Niedergang erlebte, und erlaubte Harrison seine Unterstützung für die Projekte anderer Künstler fortzusetzen und seine Solokarriere voranzutreiben. In den ersten Jahren erfolgte der internationale Vertrieb durch A&M Records. Nach der Trennung von A&M gingen Harrison und Dark Horse eine langjährige Partnerschaft mit Warner Bros. Records ein, die bis zum Auslaufen des Vertrages im Jahr 1994 hielt.

## Hintergrund
“It went crazy in the end, Apple, but it did give some good people an outlet. That’s why I’m here now with Dark Horse Records – Apple didn’t shake my faith that much. Good musicians are worth encouraging.”

„Es wurde am Ende verrückt (mit Apple), aber es gab einigen guten Leuten ein Outlet. Deswegen bin ich jetzt bei Dark Horse Records - Apple hat meinen Glauben nicht so stark erschüttert. Gute Musiker verdienen es, ermutigt zu werden.“

Seit der Gründung des Beatles-eigenen und mit EMI verbundenen Labels Apple Records hatte George Harrison Künstler produziert und gefördert, die bei Apple unter Vertrag standen. Zu ihnen gehörten unter anderem Jackie Lomax, Billy Preston and Badfinger, die zu dieser Zeit allesamt weitgehend unbekannt waren. Nach der Trennung der Beatles im Jahr 1970 machte Harrison in dieser Rolle weiter und strebte zeitgleich eine Solokarriere an. Unter seiner Ägide schlossen Ravi Shankar und Ronnie Spector Verträge mit Apple Records. Der Trennung der Beatles-Mitglieder Harrison, John Lennon und Ringo Starr von Band-Manager Allen Klein folgte der zeitweise Niedergang des Labels. Da alle ehemaligen Mitglieder der Beatles als Solokünstler bis zum 26. Januar 1976 vertraglich an EMI gebunden waren, suchte Harrison nach einem neuen Weg für seine Projekte. Starr und er überlegten anfangs, ob sie Apple Records kaufen und weiterführen sollten, Harrison war jedoch hinsichtlich möglicher geschäftlicher Komplikationen argwöhnisch.
Anfang 1974 begann er Gespräche mit David Geffen in Los Angeles sowie mit Leon Russell über eine mögliche Labelgründung. Am Ende einigte sich Harrison mit A&M Records auf deren Dienste im internationalen Vertrieb von Tonträgern seines Labels. Als Namen seines Labels wählte er den Titel seines Liedes Dark Horse, das Logo zeigt das siebenköpfige Pferd Uchchaisravas, eine bekannte Figur der indischen Kunst und Mythologie.

## Geschichte
Die ersten von Dark Horse unter Vertrag genommenen Künstler waren der indische Musiker Ravi Shankar und die Band Splinter. Letztere bescherte dem Label den einzigen signifikanten kommerziellen Erfolg, bevor Harrison 1976 selbst einen Plattenvertrag mit Dark Horse einging. Attitudes, Stairsteps und Keni Burke gehörten zu den weiteren Künstlern, die für Dark Horse aufnahmen, das jedoch zunehmend zum Vehikel für Harrisons Soloaufnahmern wurde, nachdem Warner den Vertrieb übernommen hatte.
Nachdem Harrison seinen Plattenvertrag mit Dark Horse geschlossen hatte, wurden alle seine folgenden Alben, beginnend mit Thirty Three & 1/3 auf dem Label veröffentlicht. Nach der Veröffentlichung von Live in Japan 1992 stellte das Label seinen Betrieb für die Dauer von zehn Jahren ein. Es nahm ihn 2002 mit der Veröffentlichung von Harrisons Album Brainwashed wieder auf; 2017 wurden alle ursprünglich von Apple Records und Dark Horse Records veröffentlichten Alben wiederveröffentlicht und durch die Universal Music Group vertrieben.
Am 22. Januar 2020 unterzeichnete Dark Horse einen Vertriebsvertrag mit BMG Rights Management. Das Label war von Harrisons Sohn, Dhani Harrison, neu ins Leben gerufen worden und gab bekannt, den Backkatalog von Joe Strummer aufgekauft zu haben. Im März 2021 erschien Assembly, eine Sammlung von Joe Strummers Soloaufnahmen. Als weiteren Künstler gewann das Label Billy Idol, dessen EP The Roadside es am 17. September 2021 veröffentlichte.